# Attentato a Ronald Reagan
L'attentato a Ronald Reagan fu un fatto di sangue che coinvolse Ronald Reagan, presidente degli Stati Uniti d'America. Il 30 marzo 1981 Reagan, mentre si trovava a Washington per un discorso, fu gravemente ferito da uno dei 7 colpi di arma da fuoco sparati da John Hinckley, uno squilibrato ossessionato da Jodie Foster che con questo gesto voleva attirare la sua attenzione.

## Il fatto
Il 30 marzo 1981 Ronald Reagan si recò al Washington Hilton Hotel dove era in programma un discorso sindacale. Alle 14:27 Reagan uscì dall'hotel scortato dai suoi agenti; attorno all'albergo si era formato un gruppo di persone e giornalisti intente a vedere e a salutare il presidente. Proprio mentre Reagan salutava i cittadini, un giovane texano di nome John Hinckley Jr. sparò in meno di 5 secondi 7 colpi calibro 22 contro il presidente e la sua scorta: Reagan fu prontamente accompagnato nella sua limousine dall'agente Jerry Parr mentre uno dei proiettili rimbalzò sull'armatura blindata, colpendo il presidente al braccio sinistro, perforandogli un polmone e arrestandosi a soli 25 millimetri dal cuore. Dai colpi sparati, vennero feriti il portavoce della Casa Bianca James Brady, a cui le lesioni procurarono una paralisi di metà corpo e lo costrinsero alla sedia a rotelle fino alla morte avvenuta nel 2014, l'ufficiale di Polizia Thomas Delahanty e un agente, Timothy McCarthy. Il resto della scorta provvide a fermare l'attentatore, sottraendolo ad un possibile linciaggio da parte della folla.
Il presidente fu condotto al Washington University Hospital, dove fu operato d'urgenza: fu poi dimesso il 21 aprile. In sala operatoria, subito prima dell'intervento, Reagan si tolse la maschera dell'ossigeno per rivolgere ai medici la battuta: «Spero siate tutti repubblicani». Più tardi alla moglie Nancy Reagan, ironizzando sull'accaduto, disse: «Tesoro, ho dimenticato di accovacciarmi». Se Reagan fosse morto nell'attentato, l'allora vicepresidente George H.W. Bush sarebbe diventato presidente.

## L'attentatore
John Hinckley era un giovane texano figlio di John Hinckley Sr., persona lavorante in ambito petrolifero che nel 1976 vide per la prima volta l'attrice Jodie Foster nella pellicola di Martin Scorsese Taxi Driver e ne rimase subito affascinato, tanto che iniziò a nutrire nei suoi confronti un amore narcisistico e erotomane che arrivò a veri episodi di stalking nei confronti della Foster. Dopodiché Hinckley iniziò a informarsi su Lee Harvey Oswald, il presunto assassino di John Kennedy e a seguire passo passo la campagna presidenziale tra Jimmy Carter e Ronald Reagan poiché il suo obiettivo era quello di emulare l'assassinio di Kennedy.

## Il processo
Il processo iniziò nel 1982 con tredici capi d'accusa pendenti su Hinckley. La difesa, con l'ausilio delle perizie psichiatriche, sostenne che Hinckley era malato di mente; l'accusa invece sostenne il contrario, che era lucido e sano di mente. Il processo si concluse il 21 giugno 1982 e Hinckley fu riconosciuto non colpevole per incapacità di intendere e volere e rinchiuso al St. Elizabeths Hospital, un manicomio criminale di Washington D.C..
Sconcerto e indignazione suscitò il verdetto nell'opinione pubblica. Un sondaggio della ABC rivelò che l'83% degli intervistati era del pensiero che giustizia non era stata fatta. Le contestazioni suscitate portarono il Congresso degli Stati Uniti e alcuni Stati a riscrivere le leggi in materia di imputabilità. Stati come Idaho, Kansas, Montana e Utah hanno abolito del tutto la legge.

### Manicomio criminale
Rinchiuso nel manicomio criminale St. Elizabeths, Hinckley dichiarò che la sparatoria è stata la più grande offerta di amore nella storia del mondo, e rimase deluso dal fatto che Jodie Foster non ricambiasse i suoi sentimenti. Dopo essere stato rinchiuso, i test ai quali fu sottoposto dimostrarono che era un uomo pericoloso per sé stesso, per l'attrice e per altre persone.
In un'intervista rilasciata nel 1983, Hinckley descrisse la sua giornata tipo: vedere la propria terapista, suonare la chitarra, ascoltare musica, guardare la TV e prendere farmaci.
Nel 1999 gli fu concesso di lasciare l'ospedale per visite sorvegliate con i genitori, mentre dal 2000 gli fu concesso un periodo di visite più lungo. Questi privilegi gli furono tolti quando venne riscontrato che la sua ossessione per Jodie Foster era ancora presente. Dal 2004 si tennero varie udienze per valutare la sua pericolosità, se fosse in grado di avere un normale rapporto con una donna e fosse un pericolo per la società.
Nel 2005 un giudice federale concesse delle visite, sotto il controllo dei genitori, al di fuori dell'area di Washington D.C.. Alcuni esperti governativi hanno convenuto che la sua depressione e psicosi erano in fase di recupero. Ma il 6 giugno 2007 il giudice distrettuale degli Stati Uniti, Paul L. Friedman, ha negato la richiesta sostenendo che Hinckley non era ancora guarito. Il 10 settembre 2016 è stato rilasciato dall'ospedale psichiatrico Saint Elizabeth di Washington avendo, secondo il giudice federale, completato il suo percorso di riabilitazione. John Hinckley vive ora con la madre, non potrà parlare con i giornalisti e non potrà allontanarsi più di 50 km dalla sua residenza.
Il 15 giugno 2022, all'età di 67 anni, è tornato libero in modo incondizionato, essendo stata riconosciuta la guarigione dall'infermità mentale e non rappresentando più un pericolo per sé e per gli altri.